# 議院内閣制

赤・橙色の国が議院内閣制を採用している。

議院内閣制（ぎいんないかくせい、英: parliamentary government / cabinet system）とは、行政府の主体たる内閣を議会（特に下院）の信任によって存立させる政治制度。

## 概説
議院内閣制は議会と政府との関係の点から見た政治制度の分類の一つで、議会と政府（内閣）とが分立した上で、内閣は議会（特に下院）の信任によって存立する政治制度である。議会制民主主義の発祥国でもあるイギリスで誕生した政治制度であり、そこでは首相が内閣を、内閣は多数党を、多数党は議会をそれぞれ統率・指導・統制し、議会の多数党は国民の投票によって決定される。
議院内閣制を他の政治制度と比較すると、以下のような特徴によって表される。
- 議院内閣制（英: parliamentary government / parliamentary cabinet system、イギリス型）

行政府の主体たる内閣は議会（主に下院）の信任を得て統治を行う政治制度。権力分立の観点からみると、議会統治制とは異なり議会と政府は一応分立しているものの、大統領制のような厳格な分離は採られず、内閣は議会の信任によって存立している。民主主義の観点からみると、内閣の首班（首相）は議会から選出されること、内閣は議会の信任を基礎として議会は内閣不信任を決議しうること、首班には法案提出権が認められること、内閣の構成員たる大臣はその多くが議員であること、大臣には議会出席について権利義務を有することなどを特徴とする。
また、内閣には議会解散権が認められているものの、議会解散権については議院内閣制一般に認められる本質的要素とみるか否かで、後述のように責任本質説と均衡本質説が対立する。
- 超然内閣制

政府（内閣）は君主に対してのみ責任を負うものとされ、議会に対しては責任を負わない政治制度。
- 大統領制（英: presidential system、アメリカ型）

今日では議院内閣制と並ぶ代表的な政治形態であり、立法権と行政権を厳格に独立させ、行政権の主体たる大統領と立法権の主体たる議会をそれぞれ個別に選出する政治制度。その特徴としては、大統領は議会選挙からは独立した選挙により国民から直接選出されること（アメリカ大統領選挙は制度上においては間接選挙であるが、実質的には直接選挙として機能しているとされる）、原則として大統領は任期を全うすること（弾劾制度が設けられているが、弾劾の事由は狭く限定されたものとなっている）、大統領には法案提出権や議会解散権が与えられていないこと、議員職と政府の役職とは兼務できないこと、政府職員は原則として議会に出席して発言できないことなどを特徴とする。
- 半大統領制（英: semi-presidential system、フランス型）

議院内閣制と大統領制の中間に位置する制度。議院内閣制の枠組みを採りながら、より権限の大きな大統領を有する政治制度。
- 議会統治制／議会支配制（英: assembly government、スイス型）

政府は独立性を有さず、完全に議会の指揮下に置かれている政治制度（内閣不信任や議会解散権はない）。
政治モデルとしては、アメリカ型大統領制が立法権と行政権を厳格に分離し権力分立を指向するのに対し、イギリス型議院内閣制は立法権と行政権が政権党によって一元化され強力な内閣の下に権力を集中させる制度であるとされる。議院内閣制の下では、一般的に議会で多数を占める政党が政権を担当し与党となる。一方で大統領制の下では、議会の少数党であっても大統領が所属する政党が与党となる。議院内閣制の場合は、議員の中から選出される首相にも法案提出権が認められている事から、厳格な権力分立を指向する大統領制に比べて強い政治権力を有している。したがって、議院内閣制には集権性・集約性がみられるとされ、イギリスでは首相統治制・二大政党制を背景に首相権力の強い議院内閣制となっている。
国民による公選によって選出される大統領とは異なり、議院内閣制における首相は国民から直接選ばれるわけではないため、自らの民主的正統性の根拠について議会からの信任に依拠することになる。議院内閣制の下では原理的には議会は内閣に優位することになり、国民（有権者）→議会（議院）→内閣（首相・大臣）→行政各部（官僚）という権限の委任と監督の連鎖と、内閣（首相・大臣）→議会（議院）→国民（有権者）という責任の連鎖を構築することによって行政権の民主的コントロールを確保するとともに、議会の多数党派が行政部の中枢機関を担うこととして政治上の責任の所在を明確にして民主主義的要請に応えようとする制度であるとされる。
大統領制の下では、大統領と議会とは別々に選出されるため民意は二元的に表れる二元代表制であるのに対し、議院内閣制では議会のみが選挙により選出されて内閣はそれを基盤として成立するため民意は一元的に表れる一元代表制である。そして、議院内閣制の下で議会と内閣の協働関係が破綻した際には、内閣不信任決議、内閣総辞職、議会解散権の行使のいずれかによって解決が図られる。
議院内閣制では立法権を持つ政党が行政権も担当している事から、基本的に議会多数派が政権を握ることになる。そのため、与党の分裂や連立与党の関係破綻などの問題が生じない限り、首相が提出した議案は成立する。議院内閣制の下では立法及び行政の統治責任は、議会を支配し現に内閣を組織している政権党に一元化される。議会選挙では内閣与党の治績の良否、政策競争の優劣などの点から国民の審判を仰ぐことになる。
以上の点は、立法府と行政府の厳格な分離をとり大統領の任期が定められる一方、議会解散権がなく、大統領の所属政党と議会多数派とが異なる場合も出現しやすいアメリカ型の大統領制と異なる点である。議院内閣制の利点を実際に活かすことができるか否かは政治上の諸条件にかかっているとされ、議会や政党に頽落を生じる場合にはアメリカ型の大統領制よりも大きな構造的な問題を抱えることになるとされる。
議院内閣制の問題点としては、政権与党が議会の圧倒的多数を占めると独裁化に近い状態になり、他方で政権与党が小政党の連立である場合には政権基盤は著しく不安定な状態になる点が挙げられる。

## 議院内閣制の本質

### 学説
議院内閣制の本質については、解散権の有無と関連して責任本質説と均衡本質説の対立がある。
責任本質説
内閣の議会解散権は、必ずしも議院内閣制の必要条件ではないと定義する。通常の憲法学または政治学上の多数説とされる。
均衡本質説
内閣の議会解散権も議院内閣制の要素であると定義する。
議院内閣制と議会統治制（スイス型）との違いについて、均衡本質説によれば内閣の解散権の有無により、責任本質説によれば辞職の自由の有無により区別すべきだとされる。

### 議会解散権の位置づけ
議院内閣制の下で内閣に議会解散権が広く認められる政治制度がとられるとき、議会には内閣に対する不信任決議、一方の内閣には議会解散権が認められているため、両者に意思の対立があれば（解散を経て）議会選挙を通じて国民がその問題に決着をつけることになる。このことは議会の解散によって選挙となることで国民の審判にさらされるという緊張関係を常に生じていることを意味し、そのため議院内閣制の下ではいつ選挙が行われても国民からの支持を得られるように民意への接近という動因が絶えず働くことになるとされる。実際の政党政治の下では議会において多数を占める政党が政権を担う（内閣を組織する）ことから、この要素は内閣と議会との間にではなく、与野党間・連立与党の各党間・与党の主流派と反主流派などにおいて働くとされている。
また、国民の支持の厚い首相=党首を擁する場合は、不信任決議とは関わりなく解散を行い、選挙に勝利することによって議会の多数を確保することで、さらに自党による政権期間を将来にわたって延ばすことができる。不人気な首相が自ら辞任して後継自党党首に託すのも、それだけで国民の支持が回復することが現実にあり得るからである。
このような考え方に対して、議会解散権が不意打ちによって行使されることは防ぐべきとして制限的に位置づける考え方もある。イギリスでは2011年に議会任期固定法が成立し、内閣不信任決議に対する解散権行使か、下院の3分の2以上の賛成による自主解散のみが認められることとなった。ただ、2016年6月23日にイギリスで行われたEU離脱の是非を問う国民投票では離脱が多数を占めたが、下院ではEU残留派が多数を占めていたため、議会制民主主義と国民投票による民主主義の矛盾（EU残留派とEU離脱派の対立）を解消するために下院の解散もその選択肢として取り上げられた。しかし、議会任期固定法により下院の任期途中での解散のハードルが高くなってしまったため、意思決定プロセスのあり方が注目されることとなった。

### 議院内閣制と政党
議院内閣制は議会多数派（一般的には政党）が内閣を組織することから政党内閣制とも呼ばれる。一党で内閣が組織される場合には単独内閣、複数党で内閣が組織される場合には連立内閣と呼ばれ、また内閣には加わらないものの内閣の方針を基本的に支持する形をとることを閣外協力と呼ぶ。
議院内閣制の下での内閣総理大臣の選出方法について、イギリスでは二大政党制の下で下院の第一党の党首が、国王により首相に任命されるのが慣行となっている。日本やドイツでは議会で首相指名選挙が行われ、連立政権となる場合には必ずしも第一党の党首が就任するわけでもない。例えば日本の細川護煕首相や羽田孜首相、村山富市首相は第一党の党首ではなかった。また、ドイツのヘルムート・シュミットはヴィリー・ブラントの後を受けて首相となったが第二党の所属であり、しかも党首職にも就いていなかった（ブラントが党首職に留まった）。

## 歴史
議院内閣制は沿革的には18世紀から19世紀にかけて、イギリスで王権と民権との拮抗関係の中で自然発生的に誕生し慣行として確立されるに至った制度である。
内閣制度の草創期において閣僚は国王の「家僕」とされており、国王は自由に閣僚を任免することができた。しかし徐々に議会の力が大きくなり、18世紀末に誕生した初期の議院内閣制では内閣は君主と議会の双方に責任を負い、大臣の地位は君主の信任を受けて認められると同時に議会の支持が得られなければ政治的根拠を失い、自発的に辞職しなければならないとする政治制度が定着した。このように、内閣が国家元首と議会の双方に対して責任を負う類型を二元主義型議院内閣制という。
幾度もの選挙法の改正による下院の地位向上などによって議会の優位がさらに進み、19世紀になると国家元首の任命権は形式的・名目的なものとなって、1841年には首相には議会の多数派党首を任命する慣行が成立し、議会の不信任決議により内閣は辞職しなければならないようになった。このように、内閣が議会に対してのみ責任を負う類型を一元主義型議院内閣制という。
一元主義型議院内閣制の下では大統領や君主などの元首は儀礼的な役割しか持たず、内閣が実際の行政権を持つのが普通である。一元主義型議院内閣制を採用している国家は、イギリス、フランス第三・第四共和制、日本、ドイツ、スペイン、スウェーデン、オランダなどが挙げられる。内閣は議会に対して連帯して責任を負い、分裂した状態で議会に対することはない。重要問題で首相と他の大臣が対立した場合、大臣が閣内にとどまったまま首相に対する反対派となることは許されず、首相に従うか辞任して反対派になるかを選択することになる。辞任を通じて議会内の多数派に変動が起き、結果的に内閣が倒れることは許容される。
内閣は議会の明示的、あるいは暗黙的な多数派に依拠しなければならない。議会は内閣不信任決議を行うことにより、いつでも内閣の構成を変えることができる。このとき内閣は不信任決議に従って総辞職するか、議会の多数派を再形成するために解散するかを選択する。解散を行うと、選挙を経て新たに作られた議会の勢力により内閣の命運が決まる。不信任決議によって解散する場合、必然的に与党議員からも信用を失っていることが多いため、選挙で相当な多数派形成に成功しなければ不信任された首相が再び指名されることはない。
議会の優位がさらに進むと政府が完全に議会に従属する議会統治制が出現するが、これが好ましい政治形態であるかは疑問とされ、イギリスなどではこのような展開は見られないとされる。
半大統領制の下では内閣が大統領と議会の双方に責任を負う二元主義型議院内閣制がみられるが、これは初期の二元型議院内閣制における君主が大統領に置き換わったものとして理解することができるとされる。

## 英国の議院内閣制
イギリスでは二大政党制の下、庶民院（下院）の第一党の党首が首相に任命されるのが慣行となっている。日本やドイツのような、議会による首相指名の手続はない。
閣僚の任免は首相の指名に基づいて国王が形式的に行うが、庶民院か貴族院（上院）のいずれかに議席がなければ閣僚となることはできない。
閣僚には約20名の閣議のメンバーとなる閣内大臣、そしてそのほかに閣外大臣がおり、その下に政務次官が置かれている。与党所属の庶民院議員のうち約100名が行政府に籍を置くことになるため、与党と内閣は一体的で一元化されている。
日本では、内閣総理大臣及びその他の国務大臣は議席の有無に関係なく議院出席の権利義務が定められている（日本国憲法第63条）。しかし、イギリスでは庶民院所属の閣僚は貴族院での審議に参加できず、反対に貴族院所属の閣僚は庶民院での審議に参加できないため、他院ではその院に属する閣外大臣や政務次官が審議に応じる形をとる。
官僚は政治的中立性の原則の下で、選挙によって成立した政権に忠誠を尽くすとともに、指揮関係を乱すことのないよう議員であっても大臣ではない者との接触は忌避されるという。
国会は貴族院と庶民院からなる二院制をとっている。しかし、実際には「庶民院の優越」が確立しているため、国民の代表である庶民院がほぼすべてのことを決定できるようになっており、上院は形式的な存在に過ぎなくなっている。そのため、実質的には一院制に近い。

## ドイツの議院内閣制
行政府の長である連邦首相は、連邦議会議員から選出され、内閣を組閣する議院内閣制を採っている。内閣は連邦政府と呼ばれる。連邦首相の任期は4年である。元首である連邦大統領は、象徴的・儀礼的な権限しか持っていない。
内閣の不信任案及び連邦議会の解散については、短期政権となるのを防ぐため「建設的不信任制」という制度を採用している。
「建設的不信任制」は憲法に当たるドイツ連邦共和国基本法で定められているもので、この制度の下では、ドイツ連邦議会は次の連邦首相候補を選出した後にしか内閣不信任案を提出できない。また、首相の信任決議が否決された時以外、内閣は連邦議会を解散できない。次の連邦首相を決めるとなると、連立政権で首相や副首相などのポストで様々な思惑がでてくるため、連邦首相の不信任は困難なこととなっており、1949年から2013年までの間に「建設的不信任」が可決されたのは、1982年にヘルムート・シュミット政権が倒されたときの1回のみである｡
「建設的不信任制」はヴァイマル共和政時代に倒閣だけを目的とした内閣不信任が乱発された結果、後継首相が決まらず政治が不安定化し、最終的にナチスの台頭を許してしまったことへの反省によるものである｡
建設的不信任に加え、基本的に議会の解散がないこともあり、長期安定政権を生み出しやすい｡

## 日本の議院内閣制
日本では歴史的・制度的な点から長い間にわたり権力の集中は生じないとみられてきた。しかし1999年1月以降、全ての内閣が連立内閣ではあるものの連立相手の政党は比較的小規模であるために、実質的には単独内閣に近い。また、2001年に実施された中央省庁再編により、内閣総理大臣の法的権限と補佐体制が強化されたことで首相が政策を立案する上での権限は増加することとなり、内閣総理大臣には閣議における発議権が認められたほか、内閣官房にも法案を準備する権限が正式に与えられた事によって、首相の権力は格段に強化された。一連の制度改革が及ぼした影響を踏まえ、日本の議院内閣制はウェストミンスター・システム化したとされる（#日本の議院内閣制）。

### 大日本帝国憲法
大日本帝国憲法においては、各大臣は天皇に責任を負う体制であり、憲法上は議院内閣制ではなかった。ただし、大正デモクラシーの流れを受け政党政治が活発になり、一時は憲政の常道として慣行的に議院内閣制が行われていた。

### 日本国憲法と議院内閣制
以下の条文から日本国憲法は議院内閣制を採用しているものと解釈されている。
- 内閣は、行政権の行使について、国会に対し連帯して責任を負ふ（日本国憲法第66条3項）。
- 内閣総理大臣は、国会議員の中から国会の議決で、これを指名する（日本国憲法第67条1項）。
- 内閣総理大臣は、国務大臣を任命する。但し、その過半数は、国会議員の中から選ばれなければならない（日本国憲法第68条1項）。
- 内閣は、衆議院で不信任の決議案を可決し、又は信任の決議案を否決したときは、十日以内に衆議院が解散されない限り、総辞職をしなければならない（日本国憲法第69条）。
- 内閣総理大臣が欠けたとき、又は衆議院議員総選挙の後に初めて国会の召集があつたときは、内閣は、総辞職をしなければならない（日本国憲法第70条）。
- 内閣総理大臣その他の国務大臣は、両議院の一に議席を有すると有しないとにかかはらず、何時でも議案について発言するため議院に出席することができる。又、答弁又は説明のため出席を求められたときは、出席しなければならない（日本国憲法第63条）。

なお、日本国憲法は議院内閣制を採用したものではないとする少数説もある。小嶋和司の主張のように、内閣総理大臣が国会の指名によって定まること（日本国憲法第67条）及び衆議院議員総選挙後に初めて国会の召集があったときは内閣は総辞職しなければならないとされている点（日本国憲法第70条）から、日本国憲法の議院内閣制は伝統的なものとはいえずむしろ議会支配制（議会統治制）の原理を浸透させたものであるとする見解もある。

### 日本における問題点

#### 官僚内閣制
日本の内閣制度は、長らく官僚内閣制と表現されてきた。議院内閣制の下では国民（有権者）→議会（議院）→内閣（首相・大臣）→行政各部（官僚）という権限の委任と監督の連鎖が本来生じるはずであるが、日本の内閣制度の基本的特徴はこの権限委任の連鎖が首相以降の部分で断ち切られていることにあるとされた。
内閣の意思決定は全会一致を基本原則とするが、各省庁は高い自律性を持つ官僚集団であり、大臣は各省庁の代表者としてその意思を代弁する者となってしまい、また、個々の政策決定には官僚の同意を必要とし、内閣の意思決定には省庁の官僚間での調整が必要となり、首相が積極的に政策形成や意思決定、政策転換を行うことはこれまで困難とされてきたが、2001年に実施された中央省庁再編により、内閣総理大臣の法的権限と補佐機構が大幅に強化されたことで、首相が政策を立案する上での権限は増えることになった。内閣総理大臣には閣議における発議権が認められたほか、内閣官房に法案を準備する権限が正式に与えられ、首相の権力は以前より拡大した。
首相を直接補佐する内閣官房の強化、経済財政諮問会議など大臣と民間有識者がともに議員となる諮問機関の設置、閣内における特命担当大臣の設置などにより、首相の補佐機構が整備された。内閣官房には総合調整権限に加えて企画権限が与えられたことにより、従来は政策の原案はあくまでも各省庁が立案し、異論が他省庁から出た場合に最終的に内閣官房が総合調整を行って合意を形成する、というのが手続きの原則であったが、新しく企画権限を持つに至った内閣官房は自ら原案を作成し、各省庁に対して首相および内閣の基本方針を盾に異論を封じることを可能とした。これにより、内閣が与党・自由民主党内の派閥の意向に添わない閣僚・党人事を進め、大臣および各省に対して首相の意向を通すことが可能となった。
日本では1990年代に小選挙区制が導入されたことにより、他の先進民主主義国家と比しても、首相が政権内で絶大な権力を握ることが制度的にも可能となった。日本は首相の解散権行使に制約がなく、内閣人事局を通じて幹部人事権を掌握することで政治家が官僚に対して人事権を行使することが可能となっている数少ない国であり、この面でも内閣・首相の権力が強化されている。日本と同様に議院内閣制と小選挙区制を併用する英国では、政治家が官僚に対して人事権を行使することは強く制限され、首相の解散権行使も強く制限されている。オーストラリア、ニュージーランドなど議院内閣制を採る他の主要先進民主主義国家でも、政治家による官僚への人事権行使は制約されている。他方、米国では大統領が官公庁幹部を政治任用するが、大統領は議会と独立しており、官公庁幹部への人事権行使に関しても議会から強い規律を受ける。
こうした一連の制度改革が及ぼした影響を踏まえ、強力な首相の指導力を背景に日本の議院内閣制はウェストミンスター・システム化したとしばしば評価される。
歴史的には、日本では戦前から超然主義の下で権力分立の原理を意図的に持ち込み政党政治勢力を行政権から排除する運用がなされてきた。

#### 政府と与党の関係
英国では与党と内閣は一体的で一元化されているのに対し、日本では与党が内閣に並立的に存在し、政務は首相以下の閣僚など、党務は幹事長以下の党役員が担い、個々の法案成立には与党による事前審査手続が必要とされてきた。政府と与党の権力の二重構造とも表現され、このような構造は政治過程を不透明で解りにくいものにすると指摘されてきたが、1994年の選挙制度改革により、中選挙区制度に代わり小選挙区・比例代表並立制が導入され、同一の選挙区から複数の与党議員が当選することがなくなった結果、与党内における派閥の影響力は低下し、与党・自民党はかつてのような派閥連合政党ではなくなり凝集性が高まったことで、総理総裁が有する公認権の重要度が増し、党内における内閣総理大臣の影響力が増した。また、1999年1月以降、全ての内閣が連立内閣であるが、連立相手の政党は比較的小規模のため、実質的には単独内閣に近く、行政権は内閣に集中している。
事前審査制は1970年代に定着した日本独特の慣行で、官僚が法案を説明し、与党議員は必要であれば直接政府側に修正を要求しうるとするものであるが、政党全体としての自律的意思形成能力の向上を妨げる、政官関係の固定化、国会での論戦を著しく制約するといった弊害が指摘され、民主党は2009年に政権を獲得した際、事前審査制を採らなかった。このため、内閣と国会の議事運営権をめぐる関係が法案審議過程に及ぼす影響が一番顕在化したのは鳩山由紀夫内閣である。鳩山内閣はしばしば、重要法案を国会に提出後、与党議員の協力を確保できずに成立させることができなかった。こうした経験を踏まえ、野田内閣は事前審査制を復活させた。

#### 参議院との関係
日本においては、衆議院の優越の関係から衆議院の多数派の支持を得た者が最終的に首相に指名され、また、衆議院のみが内閣不信任を決議でき（参議院は政治的意味を有するにとどまる問責決議のみ）、一方、内閣は衆議院のみ解散できる（参議院は解散できない）。このようなことから日本において実質的に議院内閣制の関係が成立しているのは内閣と衆議院の間だけで、内閣と参議院の間ではこのような関係が成立していないとの指摘がある。
問題とされるのは衆議院の多数派を形成して内閣を組織している政権党が参議院での多数を失っている場合に立法活動が滞るという点である（ねじれ国会も参照）。
その原因としては日本では議院内閣制を採用するにしては上院（参議院）が強すぎるという問題があるとされる。憲法上、法律案については参議院の支持を得られなければ、衆議院は3分の2で再可決して成立させることができると衆議院の優越について定めてはいるが、この要件を満たすことは非常に難しく容易でない。
また、このような制度上の特質は内閣の存立が参議院選挙の結果にも左右されることとなり、現行憲法下では衆参の国政選挙がおよそ1年6か月ごとと頻繁に行われており安定政権の不存在の要因となっているとの指摘がある。議院内閣制をとるヨーロッパの国々では下院の任期は4年以上で、上下両院では選出方法が大きく異なり、上院での選挙結果が内閣の存立を左右することはないとされる。
かつて参議院は衆議院のカーボンコピーと揶揄されたが、1989年（平成元年）の参議院選挙以降、与野党間の差は縮まり、連立内閣の組織や重要法案の成否などの点において参議院は影響力を高めている。参議院議員には首相の解散権が及ばないため直接的にけん制する手段はない。そのため、衆参で「ねじれ」が生じて参議院が法案を支持しないとみられる場合に、首相が衆議院で法案を再可決できるだけの多数を得るため、あるいは参議院の翻意を促すために衆議院の解散が行われることもある（例として郵政解散）。
議院内閣制の下では国民（有権者）→議会（議院）→内閣（首相・大臣）→行政各部（官僚）という権限の委任と監督の連鎖を生じる。しかし、日本の参議院における民意の反映の仕方は内閣統治に必要な権力の融合を難しくしているとの指摘がある。そこで参議院の内閣総理大臣の指名を削除するなど一院制的なものに編成を改め、衆議院総選挙を実質的な首相選出の選挙として直結させ、首相の地位（民主的正当性）を高めるなど政府・首相と国民との関係を明確なものにすべきとの意見もある。
2000年（平成12年）4月にまとめられた参議院議長の私的諮問機関である参院の将来像を考える有識者懇談会の意見書では、衆参の役割分担を明確にすべきとし、衆議院での再可決要件を3分の2以上から過半数に改める、参議院の内閣総理大臣指名の権限を廃止する、参議院からの閣僚就任を自粛する等の内容が盛り込まれたが、このような改革論には参議院側からの強い反発がある。

## 主な議院内閣制の国家
立憲君主制国家
- イギリス
- オーストラリア
- オランダ
- カナダ
- カンボジア
- スウェーデン
- スペイン
- タイ
- デンマーク
- 日本 [注 3]
- ニュージーランド
- ノルウェー
- パプアニューギニア
- ブータン
- ベルギー
- マレーシア
- ルクセンブルク

など
共和制国家
- アイスランド
- アイルランド
- イスラエル
- イタリア
- イラク
- インド
- エストニア
- エチオピア
- オーストリア
- ギリシャ
- クロアチア
- シンガポール
- スロバキア
- チェコ
- ドイツ
- パキスタン
- ハンガリー
- バングラデシュ
- フィンランド
- ブルガリア
- ポーランド
- ラトビア
- ルーマニア

など